# Herbert Wimmer
Herbert Wimmer (ur. 9 listopada 1944 w Eupen) – niemiecki piłkarz, defensywny pomocnik. Mistrz świata z roku 1974.
W latach 1966–1978 był zawodnikiem Borussii Mönchengladbach. W tym czasie rozegrał w Bundeslidze 366 spotkań (51 goli). Pięciokrotnie wywalczył tytuł mistrza Niemiec (1970, 1971, 1975, 1976, 1977). Był także zdobywcą Pucharu Niemiec i Pucharu UEFA.
W reprezentacji Niemiec debiutował 23 listopada 1968 w meczu z Cyprem. Do 1976 rozegrał w kadrze 36 spotkań i strzelił 4 bramki. Ostatnim jego spotkaniem był przegrany finał ME z Czechosłowacją (ME 76). Cztery lata wcześniej zdobył złoty medal mistrzostw Europy (ME 72).